# دافینا ذکیری
دافینا ذکیری (به انگلیسی: Dafina Zeqiri) (زاده ۱۴ آوریل ۱۹۸۹) خواننده و ترانه‌سرا سوئدی-آلبانیایی است.